# USS Guitarro (SS-363)
Za druga plovila z istim imenom glejte USS Guitarro.
USS Guitarro (SS-363) je bila jurišna podmornica razreda balao v sestavi Vojne mornarice Združenih držav Amerike.
Med drugo svetovno vojno je opravila 5 bojnih patrulj.
7. avgusta 1954 so podmornico posodili Turčijo, ki jo je preimenovala v TCG Preveze (S 340); dokončno jo je odkupila šele 1. januarja 1972.